# Petr Janečka
Petr Janečka (* 25. listopadu 1957 Gottwaldov) je bývalý český fotbalový útočník, československý reprezentant a účastník mistrovství světa 1982 ve Španělsku. V sezoně 1977/78 získal mistrovský titul se Zbrojovkou Brno pod vedením Josefa Masopusta.

## Hráčská kariéra

### TJ Gottwaldov
Začínal v roce 1967 v TJ Gottwaldov, o sedm let později se s ním stal dorosteneckým mistrem ČSSR (1973/74). Svou fotbalovou kariéru však spojil především se Zbrojovkou Brno a Bohemians Praha. Jako devatenáctiletý přestoupil v létě 1977 z tehdejšího Gottwaldova – kde se stal se 17 brankami nejlepším střelcem III. ligy 1976/77 – do Zbrojovky Brno. Do Gottwaldova se vrátil na podzim 1989 z Belgie, během roku 1990 odsud odešel do Rakouska.

### TJ Zbrojovka Brno
Hned ve své první sezoně pomohl k mistrovskému titulu, když byl se 13 góly druhým nejlepším střelcem mistrovského týmu po Karlu Kroupovi. V Brně hrál do roku 1983, celkem odehrál 146 zápasů s bilancí 63 gólů. Po sestupu do druhé ligy odešel do pražských Bohemians.

### TJ Bohemians ČKD Praha
Za „klokany“ přidal další 104 zápasy a 42 branky, čímž se stal členem Klubu ligových kanonýrů. V roce 1987 přestoupil do Belgie.

### Zahraničí
V Belgii odehrál jednu sezonu v nejvyšší soutěži a jednu sezonu ve druhé nejvyšší soutěži v klubu Racing Jet Brusel/Wavre. Poté se na chvíli vrátil do rodného Gottwaldova, aby zanedlouho odešel do nižších rakouských soutěží, kde v třiatřiceti letech ukončil kariéru kvůli vleklým zdravotním problémům.

### Reprezentační kariéra
Premiéru si odbyl v přátelském zápase proti Maďarsku 15. dubna 1978. Měl hrát na Mistrovství Evropy 1980 v Itálii i Olympijských hrách 1980 v Moskvě, ale od 9. května 1980 přestal hrát i trénovat kvůli zdravotním problémům. Jednalo se o žaludeční vředy, kterého ho zlobily již od mládí. V krátké době zhubl o 10 kilo a před návratem na hřiště se musel podrobit důkladnému léčení. Poslední zápas v reprezentačním dresu odehrál 9. září 1987 ve Finsku (prohra 0:3), 15. října 1986 dal stejnému soupeři Za Lužánkami svoji poslední reprezentační branku (výhra 3:0).
V československé reprezentaci odehrál 39 zápasů a vstřelil 9 gólů.

### Ligová bilance
| Ročník                                   | Zápasy | Góly | Klub                   |
| ---------------------------------------- | ------ | ---- | ---------------------- |
| 3. liga 1974/75                          | –      | –    | TJ Gottwaldov          |
| 3. liga 1975/76                          | –      | –    | TJ Gottwaldov          |
| 3. liga 1976/77                          | –      | 17   | TJ Gottwaldov          |
| 1. československá fotbalová liga 1977/78 | 30     | 13   | TJ Zbrojovka Brno      |
| 1. československá fotbalová liga 1978/79 | 29     | 11   | TJ Zbrojovka Brno      |
| 1. československá fotbalová liga 1979/80 | 26     | 15   | TJ Zbrojovka Brno      |
| 1. československá fotbalová liga 1980/81 | 24     | 5    | TJ Zbrojovka Brno      |
| 1. československá fotbalová liga 1981/82 | 10     | 3    | TJ Zbrojovka Brno      |
| 1. československá fotbalová liga 1982/83 | 27     | 16   | TJ Zbrojovka Brno      |
| 1. československá fotbalová liga 1983/84 | 10     | 2    | TJ Bohemians ČKD Praha |
| 1. československá fotbalová liga 1984/85 | 30     | 16   | TJ Bohemians ČKD Praha |
| 1. československá fotbalová liga 1985/86 | 28     | 11   | TJ Bohemians ČKD Praha |
| 1. československá fotbalová liga 1986/87 | 28     | 12   | TJ Bohemians ČKD Praha |
| 1. československá fotbalová liga 1987/88 | 8      | 1    | TJ Bohemians ČKD Praha |
| Belgická 1. liga 1987/88                 | 20     | 4    | Racing Jet Brusel      |
| Belgická 2. liga 1988/89                 | 26     | 11   | Racing Jet Wavre       |
| 1. ČNL 1989/90                           | 5      | 2    | TJ Gottwaldov          |
| CELKEM 1. LIGA                           | 250    | 105  |                        |
| CELKEM 2. LIGA                           | 5      | 2    |                        |
| CELKEM 1. LIGA - BELGIE                  | 20     | 4    |                        |
| CELKEM 2. LIGA - BELGIE                  | 26     | 11   |                        |